# Temporada da NFL de 1948
A Temporada de 1948 da NFL foi a 29ª temporada regular da National Football League. Nesta temporada, a partida disputada entre Detroit Lions e Los Angeles Rams em 22 de Setembro de 1948, foi a última em uma quarta-feira antes da partida entre o campeão do Super Bowl XLVI, New York Giants contra seu rival de divisão, Dallas Cowboys em 2012. Esta partida seria no tradicional Thursday Night Football, em uma quinta-feira, porém, para não competir com o discurso do Presidente dos Estados Unidos, Barack Obama na Convenção Nacional Democrata, o comissário da NFL, Roger Goodell resolveu anunciar esta pequena troca no calendário.  
Esta temporada apresentou a maior pontuação por partida e por time na história da NFL, com a média de pontuação por equipe de 23,2 pontos por partida. Este recorde se manteria intacto por 65 anos até a temporada de 2013. Atualmente, a temporada de 2020, detém o recorde.  
Para decidir o campeão da temporada, Philadelphia Eagles e Chicago Cardinals se enfrentaram pelo segundo ano consecutivo. A partida, disputada no Shibe Park na Filadélfia, Pensilvânia, para 28,864 e abaixo de numa nevasca, terminou com a apertada vitória do Eagles por 7 a 0.

## Draft
O Draft para aquela temporada foi realizado no Fort Pitt Hotel, em 19 de Dezembro de 1947. E, com a primeira escolha, o Washigton Redskins selecionou o quarterback, Harry Gilmer, da Universidade do Alabama.

## Classificação Final
Assim ficou a classificação da final da National Football League em 1948.
P = Nº de Partidas, V = Vitórias, D = Derrotas, E = Empates, PCT = Porcentagem de vitória, DIV = Recorde de partidas da própria divisão, PF = Pontos a favor, PA = Pontos contra
| Eastern Division         |   |   |   |      |     |     |     |
| Time                     | V | D | E | PCT  | DIV | PF  | PC  |
| Philadelphia Eagles      | 9 | 2 | 1 | .818 | 7–1 | 376 | 156 |
| washington Football Team | 7 | 5 | 0 | .583 | 5–3 | 291 | 287 |
| New York Giants          | 4 | 8 | 0 | .333 | 3-5 | 297 | 388 |
| Pittsburgh Steelers      | 4 | 8 | 0 | .333 | 3-5 | 200 | 243 |
| Boston Yanks             | 3 | 9 | 0 | .250 | 3-5 | 174 | 372 |

| Western Division  |    |    |   |      |     |     |     |
| Time              | V  | D  | E | PCT  | DIV | PF  | PC  |
| Chicago Cardinals | 11 | 1  | 0 | .917 | 7-1 | 395 | 226 |
| Chicago Bears     | 10 | 2  | 0 | .833 | 7-1 | 375 | 151 |
| Los Angeles Rams  | 6  | 5  | 1 | .545 | 3–5 | 327 | 269 |
| Green Bay Packers | 3  | 9  | 0 | .250 | 2–6 | 154 | 290 |
| Detroit Lions     | 2  | 10 | 0 | .167 | 1–7 | 200 | 407 |

## Playoffs
No NFL Championship Game (jogo do título), Philadelphia Eagles e Chicago Cardinals se enfrentaram pelo segundo ano consecutivo. A partida, disputada no Shibe Park na Filadélfia, Pensilvânia, para 28,864 e abaixo de numa nevasca, terminou com a apertada vitória do Eagles por 7 a 0.

## Líderes em estatísticas da Liga
| Estatística                                 | Nome            | Equipe              | Total |
| ------------------------------------------- | --------------- | ------------------- | ----- |
| Passando                                    |                 |                     |       |
| Jardas de Passe                             | Sammy Baugh     | Washington Redskins | 2599  |
| Passes para TD                              | Tommy Thompson  | Washington Redskins | 25    |
| % de Passes Completos                       | Sammy Baugh     | Washington Redskins | .587  |
| Correndo                                    |                 |                     |       |
| Jardas Corridas                             | Steve Van Buren | Philadelphia Eagles | 945   |
| Corridas para TD                            | Steve Van Buren | Philadelphia Eagles | 10    |
| Recebendo                                   |                 |                     |       |
| Jardas Recebidas                            | Mal Kutner      | Chicago Cardinals   | 943   |
| Nº de Recepções                             | Tom Fears       | Los Angeles Rams    | 64    |
| Recepções para TD                           | Mal Kutner      | Chicago Cardinals   | 14    |
| Defesa                                      |                 |                     |       |
| Interceptações                              | Dan Sandifer    | Washigton Redskins  | 13    |
| Times Especiais                             |                 |                     |       |
| Média de Punt                               | Joe Muha        | Philadelphia Eagles | 47.3  |
| Números coletados do Pro Football Reference |                 |                     |       |

## Prêmios
Após a dissolução da premiação anterior, o Joe F. Carr Trophy, destinado ao jogador mais valioso - MVP (Most Value Player) - da temporada. Em 1948, a United Press Internacional, resolveu entregar o seu prêmio, nomeada de United Press International NFL Most Valuable Player Award, abreviada UPI NFL MVP. O vencedor desta primeira edição foi o fullback do Chicago Cardinals, Pat Harder.

## Troca de Treinadores
- Detroit Lions: Gus Dorais foi substituído por Bo McMillin[15].
- Los Angeles Rams: Bob Snyder foi substituído por Clark Shaughnessy[16].
- Pittsburgh Steelers: Jock Sutherland foi substituído por John Michelosen[17].

## Biografia
- NFL Record and Fact Book (ISBN 1-932994-36-X)
- NFL History 1931–1940 (Last accessed December 4, 2005)
- Total Football: The Official Encyclopedia of the National Football League (ISBN 0-06-270174-6)